# Truax (Saskatchewan)
Truax est une localité non incorporée située dans la municipalité rurale d'Elmsthorpe No 100 en Saskatchewan au Canada. La localité a été dissoute en tant que village le 30 décembre 1970. Elle est située à 80 km au sud-ouest de Regina et à environ 75 km au sud-est de Moose Jaw.